# 初森BEMARS
《初森BEMARS》（日語：初森ベマーズ）為2015年7月11日至9月26日由東京電視台電視劇24系列開始播出以壘球為題材的電視劇。
秋元康在電視劇24裡的製作往常是以偶像團體AKB48和其姊妹團體一起共同主演的馬路須加學園展開序幕，這次，則是由AKB48的官方對手，同時也是秋元康所創立的偶像團體乃木坂46第一次主演的電視劇。

## 劇情概要
某個平民區，因為再開發，鎮上的休憩場所「初森公園」即將拆除改建成公寓。鎮內的居民稱這座公園為「初始公園」（はじまる公園）。「在這裡出生，在這個公園結識朋友，每天都會在這裡碰面... 對大家來說，這裡是起跑點。所以稱為「初始公園」!」

## 登場人物

### 初森第二女子商業高等學校
七丸  - 西野七瀨（幼年期：岩崎愛香）（粤语配音：何凱怡）
球衣背號1號，守備位置為投手。
故事的主角。
文字燒店的獨生女。
隸屬於漫畫研究部。
看似對任何事物漠不關心但正義感很強。
擁有必殺技魔球「四蠟投」（四蝋投）及「寸止」（すんどめ）。
小手  - 高山一實（幼年期：林日葵）（粵語配音：顧詠雪）
球衣背號2號，守備位置為捕手。
隸屬於劍道部。
有著天然呆的個性，對任何事務皆保持著熱情。
喜歡將肉包和冰淇淋搭配著一起吃。
蕭邦  - 生田繪梨花（粵語配音：陳頴琪）
球衣背號3號，守備位置為游擊手。
擁有絕對音感的天份，並從小就志願當鋼琴家的少女。
時下  - 若月佑美（粵語配音：廖欣怡）
球衣背號4號，守備位置為一壘手。
是個時常拿著球棒到處遊蕩，有著昭和時期味道的不良少女。
打架時有78勝2敗3平的戰績。
奧斯卡（アカデミー） - 生駒里奈（幼年期：石井心愛）（粵語配音：黎皓宜）
球衣背號5號，守備位置為二壘手。
隸屬於演劇部。
夢想成為奧斯卡金像獎女演員。
雖然在舞台上能保持優異的演劇台風，但台下卻是個極其怕生的少女。
無難 - 櫻井玲香
球衣背號6號，守備位置為右外野手。
投機主義的學生會會長。
有著優柔寡斷、不引發是非的無難性格。
憂鬱  - 松村沙友理（粵語配音：高可慧）
球衣背號7號，為球隊替補選手。
是個神經質、超負面個性、常常自言自語且陰暗又消極的少女。
對蟲的觀察有興趣並且有飼養一隻寵物蟻名字是田島，在最終話時繁殖到100隻。
哈佛  - 秋元真夏（粵語配音：張妙妙）
球衣背號8號，守備位置為中外野手。
擅長數學和物理學的天才少女。
為七丸的魔球「寸止」的發明者。
媽媽  - 深川麻衣（粵語配音：鄭家蕙）
球衣背號9號，守備位置為左外野手。
打理家裡的家事，並照顧弟弟、妹妹及一名性別不明的嬰兒。
時常流露出異於高校生的成熟言語及思想。
09   - 橋本奈奈未（粵語配音：王綺婷）
球衣背號10號，守備位置為三壘手。
個性冷靜的時髦美少女。
高校休學中並在時尚店"209"工作。
由於是球隊中唯一一個壘球經驗者，所以為球隊中不可或缺的主要戰力。
鎌田俊郎 - 手塚通（粵語配音：羅偉亮）
球隊的總教練，時常以人妖的口吻說話。

### 聖田園調布北極星學園
美麗  - 白石麻衣（幼年期：須田琥珀）（粤语配音：高雅玲）
球衣背號1號，守備位置為投手。
聖田園調布北極星學園壘球部隊長。
是位極受歡迎的千金，擁有異於常人的壘球天分。
雪莉  - 衛藤美彩（粵語配音：吳茵）
球衣背號2號，守備位置為捕手。
聖田園調布北極星學園壘球部副隊長。
壘球實力僅次於美麗。
打擊實力拔群，最早將七丸的魔球「四蠟投」破解的少女。
稱呼初森BEMARS成員們為「初始女孩」（はじまるガールズ）。
諸星監督 - 西丸優子（粤语配音：鄭家蕙）
聖田園調布北極星學園學院女子壘球部的鬼教練。

### 其他角色
權田原兼持 - 津田寬治（粤语配音：郭俊廷）
美麗的父親。
什麼事情都用錢來解決。
都市開發公司的社長。
別名：cash權田原
司機 - 野間口徹（粤语配音：郭浩勤）
權田原兼特的司機，常常改正權田原的口誤。
大河內一豐 - 伊東孝明（粤语配音：柯偉聰）
權田原兼特的秘書。
棟梁 - 諏訪太朗（粤语配音：何家裕）
司法浪人 - 坂本真（粤语配音：簡懷甄）
時常用法律用語解釋壘球比賽上的情況。
時常為初森BEMARS成員們提供下一戰對戰對手的情報，並提供對手練習時的影片。
西野蘭子 - 伊藤麻衣子（粵語配音：王綺婷）
七丸的媽媽
文字燒店店主
西野龍彥（粵語配音：柯偉聰）
七丸的爸爸
在七丸小時候和七丸在初森公園玩耍時突然失蹤，行蹤不明。
是名傳說中的保齡球手，打保齡時最低得分是300分(全部全中),最高是900分(三條球同時全部全中)
英子 - 津田真澄（粵語配音：陳凱婷）

### 初森BEMARS的對戰對手

#### 日京女子學院（第3球）
第一戰的對手，日文念法是「ひきょうじょし（Hikyojoshi）」（卑鄙女子），而不是「にきょうじょし（Nikyojoshi）」，在比賽中會使用收買裁判等方式的卑鄙隊伍。
金髮的艾莉（金髪のエリー）- 川村真洋（粵語配音：吳茵）
守備位置為投手。
- 永島聖羅（粵語配音：吳茵）
傷痕累累的蘿拉（傷だらけのローラ）- 伊藤純奈

#### 駒根知女子學園（第4球）
第二戰的對手，部員全部都是原體操部，擅長觀察對手的關節活動來預測對手下一步的動作，守備力極強的隊伍。

#### 凡爾賽音樂學院（第5球）
第三戰的對手，是所歌劇的專門學校，入學考試的競爭率達30倍，部員全員穿著男裝。
花吹雪舞 - 齋藤千春
守備位置為投手。
翼馬翔（翼馬カケル）- 中田花奈（粵語配音：陳凱婷）
守備位置為左外野手。
翠玉亞美（翠玉アミ）- 稻村亞美
守備位置為一壘手。

#### 縣立凸Q高校（第6球）
第四戰的對手，擁有許多短跑選手的速度型隊伍，只靠速度就可拿下許多分數的特快軍團。
希望- 新內真衣（粵語配音：高可慧）
守備位置為投手。
光芒- 相樂伊織（粵語配音：吳茵）
守備位置為捕手。

#### 須決鬪國際學校（第7球）
第五戰的對手，每年依靠外國選手來組織，充滿國際色彩的隊伍。但是，團隊合作力很差。

#### 磨黑水產女子高校（第8球・第9球）
準決賽的對手，打者每年都能打出100支全壘打的強打隊伍。
旗魚- 齊藤優里
守備位置為捕手，同時也身兼隊長。
大目鮪（メバチ）- 能條愛未（粤语配音：陳凱婷）
守備位置為投手，擁有必殺技魔球「魚群魔球」（魚群ボール）。
長鰭鮪（ビントロ）- 北野日奈子
守備位置為一壘手，打者順序為第1棒。

### 客串
短暫出現在某些特定集數的人物。

#### 第1球
小島老師 - 兒嶋一哉（粵語配音：郭浩勤）
初森第二女子商業高等學校裡的教師，最初對七丸設立壘球部的想法持反對意見。
橋本八朗 - 橋本奈奈未（一人分飾兩角）（粵語配音：王綺婷）
09的雙胞胎弟弟
臥病在醫院

#### 第2球
鎌田的學生 - 渡邊米莉愛（粵語配音：黎皓宜）
鎌田俊郎早期在學校當壘球部教練時的學生。即使鎌田不小心因為指導過度而將她弄受傷了，她也依然不責怪鎌田。

#### 第3球
勝時- 堀未央奈（粵語配音：陳凱婷）
初森第二女子商業高等學校裡的學生，時下的死黨。
劍道部的陽菜（剣道部員のヒナ）- 川後陽菜（粵語配音：陳凱婷）
初森第二女子商業高等學校裡的學生，隸屬於劍道部。

#### 第5球
坎城- 鈴木絢音（粵語配音：陳凱婷）
初森第二女子商業高等學校演劇部學生，奧斯卡的後輩。
夕張- 寺田蘭世（粵語配音：吳茵）
初森第二女子商業高等學校演劇部學生，奧斯卡的後輩。

#### 第6球
佐佐木幸次郎（佐々木幸次郎）- 真劍佑（粵語配音：郭俊廷）
小手單戀的對象。

#### 第7球
權田原麗香（権田原ウララカ）- 伊藤裕子（粤语配音：陳凱婷）
美麗已故的生母。

#### 第8球
潮時- 樋口日奈（粵語配音：高可慧）
初森第二女子商業高等學校裡的學生，勝時的搭檔。
時時- 和田真彩
初森第二女子商業高等學校裡的學生，勝時的搭檔。
瀧谷小百合（滝谷サユリ）- 井上小百合（粵語配音：顧詠雪）
以下四名皆為黑薔薇女子學院的不良少女們。
芹澤日芽香（芹沢ヒメカ）- 中元日芽香（粵語配音：陳凱婷）
林田卡琳（林田カリン）- 伊藤卡琳（粵語配音：吳茵）
片桐琴子（片桐コトコ）- 佐佐木琴子（粵語配音：高可慧）

##### 特別客串
上野投手 - 上野由岐子（粵語配音：吳茵）
日本女子壘球國家代表隊的王牌，和搭檔山本皆稱呼鎌田教練為「小鎌」（かまちゃん），鎌田則稱呼她為yukirin（ゆきりん）。傳授七丸四蠟投的招式。
山本選手 - 山本優（粵語配音：黎皓宜）
日本女子壘球國家代表隊的隊長。

#### 第9球
彩乃 - 原史奈
權田原兼持的戀人。
宮本投手 - 宮本和知（粵語配音：柯偉聰）

#### 最終球
以下三位皆為初森第二女子商業高等學校漫畫研究部學生。
手塚- 伊藤萬理華（粵語配音：高可慧）
赤塚- 星野南
石森- 齋藤飛鳥（粵語配音：黎皓宜）

#### 以下兩人為最後預告時短暫出演
宮脇咲良（博多工業高校壘球部）（粵語配音：鄭家蕙）
島崎遙香（秋葉原女學園壘球部）（粵語配音：陳凱婷）

## 音樂

### 片頭曲
- 《太陽敲敲門》

作詞:秋元康，作曲:黒須克彥，N46Div.發行

### 片尾曲
- 《更多夢想》

作詞:秋元康，作曲: ，N46Div.發行

### 插曲
- AKB48 - 戀愛的幸運餅乾
- 乃木坂46 - 你就是希望

## 集數列表
| 集數   | 播放日期      | 日文副標題 | 中文副標題               | 劇本       | 導演       | 備註                   |
| 第1集  | 2015年7月10日 |            | 一切從這裡開始           | 小峯裕之   | 鈴村展弘   |                        |
| 第2集  | 2015年7月17日 |            | 傳說中的教練             | 小峯裕之   | 鈴村展弘   |                        |
| 第3集  | 2015年7月24日 |            | 紙飛機和全壘打           | 根本ノンジ | 鈴村展弘   |                        |
| 第4集  | 2015年7月31日 |            | 聽球的旋律               | 根本ノンジ | 鈴村展弘   |                        |
| 第5集  | 2015年8月7日  |            | 決戰、大幕拉開           | 小峯裕之   | 西海謙一郎 |                        |
| 第6集  | 2015年8月14日 |            | 戀愛的死球               | 根本ノンジ | 西海謙一郎 |                        |
| 第7集  | 2015年8月21日 |            | 綺麗大小姐的憂鬱         | 小峯裕之   | 西海謙一郎 |                        |
| 第8集  | 2015年8月28日 |            | 被封印的幻之變化球       | 根本ノンジ | 元木隆史   |                        |
| 第9集  | 2015年9月4日  |            | 幻之變化球 VS 秘球｢魚群｣ | 根本ノンジ | 元木隆史   |                        |
| 第10集 | 2015年9月11日 |            | 笨蛋和天才和魔球         | 根本ノンジ | 元木隆史   |                        |
| 第11集 | 2015年9月18日 |            | 夏天的結束、決戰的開始   | 小峯裕之   | 鈴村展弘   |                        |
| 第12集 | 2015年9月25日 |            | 近在眼前的夢             | 根本ノンジ | 鈴村展弘   | 宮脇咲良、島崎遙香客串 |

## 播放電視台
| 播放地域      | 播放電視台           | 系列           | 播放期間        | 播放日期・播放時間                     |
| ------------- | -------------------- | -------------- | --------------- | -------------------------------------- |
| 關東廣域圏    | 東京電視台【制作局】 | 東京電視台系列 | 2015年7月11日 - | 周六 0:12 - 0:52 (周五 24:12 - 24:52)  |
| 北海道        | 北海道電視台         | 東京電視台系列 | 2015年7月11日 - | 周六 0:12 - 0:52 (周五 24:12 - 24:52)  |
| 愛知縣        | 愛知電視台           | 東京電視台系列 | 2015年7月11日 - | 周六 0:12 - 0:52 (周五 24:12 - 24:52)  |
| 岡山縣 香川縣 | 瀨戶內電視台         | 東京電視台系列 | 2015年7月11日 - | 周六 0:12 - 0:52 (周五 24:12 - 24:52)  |
| 福岡縣        | TVQ九州放送          | 東京電視台系列 | 2015年7月11日 - | 周六 0:12 - 0:52 (周五 24:12 - 24:52)  |
| 大阪府        | 大阪電視台           | 東京電視台系列 | 2015年7月13日 - | 周一23:58 - 0:40 (周一 23:58 - 24:40)  |
| 長野縣        | 信越放送             | TBS系列        | 2015年7月17日 - | 周五 0:43 - 1:23（周四 24:43 - 25:23） |
| 福島縣        | 福島中央電視台       | 日本電視台系列 | 2015年7月17日 - | 周五 1:44 - 2:24（周四 25:44 - 26:24） |
| 奈良縣        | 奈良電視台           | 独立局         | 2015年7月18日 - | 周六 0:30 - 1:05（周五 24:30 - 25:05） |
| 和歌山縣      | 和歌山電視台         | 独立局         | 2015年7月26日 - | 周日 0:15 - 0:55（周六 24:15 - 24:55） |
| 新潟縣        | TV新潟放送網         | 日本電視台系列 | 2015年8月2日 -  | 周日 1:40 - 2:20（周六 25:40 - 26:20） |
| 鳥取縣 島根縣 | 日本海電視台         | 日本電視台系列 | 2015年8月22日 - | 周六 2:05 - 2:45（周五 26:05 - 26:45） |

## 外部連結
- 官方网站 - テレビ東京
- 官方网站 - BSジャパン
- 初森BEMARS的Facebook專頁（2015年5月21日 - ）
- 初森BEMARS的X（前Twitter）（2015年5月22日 - ）